# Valère Alfred Fynn
Pour les articles homonymes, voir Fynn.
Valère Alfred Fynn est un alpiniste britannique né en Russie le 11 avril 1870 et mort à Saint-Louis (États-Unis) en 1929.

## Biographie
Brillant ingénieur électromécanicien, inventeur d'un nouveau type de moteur, Fynn pratique également l'alpinisme avec brio tant dans les Alpes que dans les montagnes Rocheuses américaines et canadiennes. Sa carrière alpine peut être comparée à celles des meilleurs alpinistes anglais de la même époque ; du reste, il est admis en 1911 à l'Alpine Club britannique.

## Ascensions

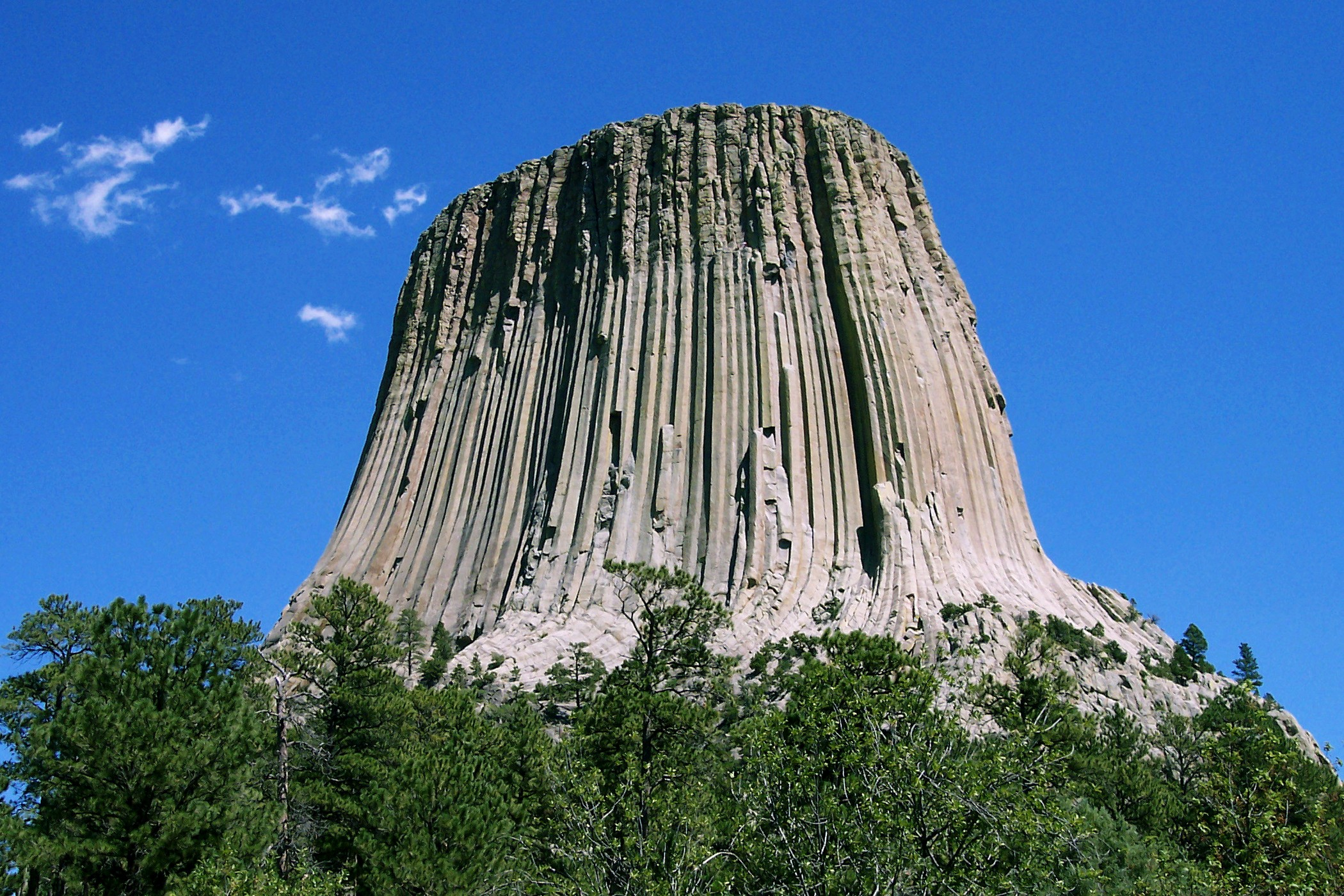
La Devils Tower.

- 1892 - Première traversée des aiguilles Dorées dans la partie suisse du massif du Mont-Blanc.
- 1906 - Face nord-oust du Bifertenstock et répétition de l'ascension de l'éperon nord-est du Finsteraarhorn.
- Une grande quantité de premières dans les Rocheuses, entre autres à la Devils Tower.